# Torneo di Wimbledon 2013 - Qualificazioni doppio femminile
Le qualificazioni del doppio femminile del Torneo di Wimbledon 2013 sono state un torneo di tennis preliminare per accedere alla fase finale della manifestazione. I vincitori dell'ultimo turno sono entrati di diritto nel tabellone principale. In caso di ritiro di uno o più giocatori aventi diritto a questi sono subentrati i lucky loser, ossia i giocatori che hanno perso nell'ultimo turno ma che avevano una classifica più alta rispetto agli altri partecipanti che avevano comunque perso nel turno finale.

## Teste di serie
1. Stéphanie Foretz Gacon /  Eva Hrdinová (qualificate)
2. Séverine Beltrame /  Laura Thorpe (primo turno)
3. Nina Bratčikova /  Julia Cohen (primo turno)
4. Caroline Garcia /  Andreja Klepač (primo turno)

1. Ioana Raluca Olaru /  Ol'ga Savčuk (qualificate)
2. Gabriela Dabrowski /  Sharon Fichman (primo turno)
3. Mariana Duque-Mariño /  Teliana Pereira (ultimo turno)
4. Eléni Daniilídou /  Coco Vandeweghe (ritirate)

## Qualificati
1. Stéphanie Foretz Gacon /  Eva Hrdinová
2. María Irigoyen /  Paula Ormaechea

1. Ioana Raluca Olaru /  Ol'ga Savčuk
2. Valerija Solov'ëva /  Maryna Zanevs'ka

## Tabellone qualificazioni

### Legenda
| - Q = Qualificato - WC = Wild card - LL = Lucky loser | - ALT = Alternate - SE = Special Exempt - PR = Protected Ranking | - w/o = Walkover - r = Ritirato - d = Squalificato |

### Sezione 1
|  | Primo turno | Primo turno                          | Primo turno                         | Primo turno | Primo turno |  |  | Ultimo turno | Ultimo turno                         | Ultimo turno | Ultimo turno | Ultimo turno |  |
|  |             |                                      |                                     |             |             |  |  |              |                                      |              |              |              |  |
|  | 1           | Stéphanie Foretz Gacon Eva Hrdinová  | Stéphanie Foretz Gacon Eva Hrdinová | 6           | 6           |  |  |              |                                      |              |              |              |  |
|  | WC          | Anna Fitzpatrick Emily Webley-Smith  | Anna Fitzpatrick Emily Webley-Smith | 1           | 3           |  |  | 1            | Stéphanie Foretz Gacon Eva Hrdinová  | 6            | 3            | 9            |  |
|  |             | Misaki Doi Maria João Koehler        | 64                                  | 6           | 3           |  |  | 7            | Mariana Duque-Mariño Teliana Pereira | 4            | 6            | 7            |  |
|  | 7           | Mariana Duque-Mariño Teliana Pereira | 7                                   | 4           | 6           |  |  |              |                                      |              |              |              |  |

### Sezione 2
|  | Primo turno | Primo turno                       | Primo turno                       | Primo turno | Primo turno |  |  | Ultimo turno | Ultimo turno                   | Ultimo turno                   | Ultimo turno | Ultimo turno |  |
|  |             |                                   |                                   |             |             |  |  |              |                                |                                |              |              |  |
|  | 2           | Séverine Beltrame Laura Thorpe    | Séverine Beltrame Laura Thorpe    | 3           | 3           |  |  |              |                                |                                |              |              |  |
|  |             | María Irigoyen Paula Ormaechea    | María Irigoyen Paula Ormaechea    | 6           | 6           |  |  |              | María Irigoyen Paula Ormaechea | María Irigoyen Paula Ormaechea | 7            | 6            |  |
|  | WC          | Naomi Broady Anna Smith           | Naomi Broady Anna Smith           | 7           | 6           |  |  | WC           | Naomi Broady Anna Smith        | Naomi Broady Anna Smith        | 62           | 1            |  |
|  | 6           | Gabriela Dabrowski Sharon Fichman | Gabriela Dabrowski Sharon Fichman | 63          | 4           |  |  |              |                                |                                |              |              |  |

### Sezione 3
|  | Primo turno | Primo turno                            | Primo turno | Primo turno | Primo turno |  |  | Ultimo turno | Ultimo turno                    | Ultimo turno                    | Ultimo turno | Ultimo turno |  |
|  |             |                                        |             |             |             |  |  |              |                                 |                                 |              |              |  |
|  | 3           | Nina Bratčikova Julia Cohen            | 7           | 5           | 2           |  |  |              |                                 |                                 |              |              |  |
|  |             | Jill Craybas Elina Svitolina           | 5           | 7           | 6           |  |  |              | Jill Craybas Elina Svitolina    | Jill Craybas Elina Svitolina    | 3            | 2            |  |
|  |             | Ol'ga Alekseevna Pučkova Maria Sanchez | 6           | 2           | 3           |  |  | 5            | Ioana Raluca Olaru Ol'ga Savčuk | Ioana Raluca Olaru Ol'ga Savčuk | 6            | 6            |  |
|  | 5           | Ioana Raluca Olaru Ol'ga Savčuk        | 3           | 6           | 6           |  |  |              |                                 |                                 |              |              |  |

### Sezione 4
|  | Primo turno | Primo turno                         | Primo turno                         | Primo turno | Primo turno |  |  | Ultimo turno                        | Ultimo turno                        | Ultimo turno | Ultimo turno | Ultimo turno |  |
|  |             |                                     |                                     |             |             |  |  |                                     |                                     |              |              |              |  |
|  | 4           | Caroline Garcia Andreja Klepač      | Caroline Garcia Andreja Klepač      | 4           | 1           |  |  |                                     |                                     |              |              |              |  |
|  |             | Valerija Solov'ëva Maryna Zanevs'ka | Valerija Solov'ëva Maryna Zanevs'ka | 6           | 6           |  |  | Valerija Solov'ëva Maryna Zanevs'ka | Valerija Solov'ëva Maryna Zanevs'ka | 6            | 5            | 7            |  |
|  |             | Julie Coin Karin Knapp              | Julie Coin Karin Knapp              | 6           | 6           |  |  | Julie Coin Karin Knapp              | Julie Coin Karin Knapp              | 4            | 7            | 5            |  |
|  | Alt         | Julia Glushko Asia Muhammad         | Julia Glushko Asia Muhammad         | 3           | 1           |  |  |                                     |                                     |              |              |              |  |